# Färlöv
Färlöv är en tätort i Kristianstads kommun och kyrkby i Färlövs socken i Skåne.  
Byn brändes av svenskarna den 6 februari 1612 och av danskarna den 31 juli 1678. Då brändes hela byn ned förutom Klockaregården.
1997 upptäcktes en runsten från 800-talet, Färlövstenen, i Färlöv.
Byn var före 1971 centralort i Araslövs landskommun.

## Befolkningsutveckling
| Befolkningsutvecklingen i Färlöv 1960–2020 | Befolkningsutvecklingen i Färlöv 1960–2020 | Befolkningsutvecklingen i Färlöv 1960–2020 | Befolkningsutvecklingen i Färlöv 1960–2020 | Befolkningsutvecklingen i Färlöv 1960–2020 |
| ------------------------------------------ | ------------------------------------------ | ------------------------------------------ | ------------------------------------------ | ------------------------------------------ |
|                                            |                                            |                                            |                                            |                                            |
| År                                         |                                            |                                            | Folkmängd                                  | Areal (ha)                                 |
| 1960                                       | 1960                                       |                                            | 441                                        |                                            |
| 1965                                       | 1965                                       |                                            | 613                                        |                                            |
| 1970                                       | 1970                                       |                                            | 720                                        |                                            |
| 1975                                       | 1975                                       |                                            | 967                                        |                                            |
| 1980                                       | 1980                                       |                                            | 1 027                                      |                                            |
| 1990                                       | 1990                                       |                                            | 990                                        | 83                                         |
| 1995                                       | 1995                                       |                                            | 990                                        | 84                                         |
| 2000                                       | 2000                                       |                                            | 973                                        | 84                                         |
| 2005                                       | 2005                                       |                                            | 976                                        | 84                                         |
| 2010                                       | 2010                                       |                                            | 1 026                                      | 92                                         |
| 2015                                       | 2015                                       |                                            | 1 016                                      | 132                                        |
| 2020                                       | 2020                                       |                                            | 1 550                                      | 205                                        |
| Anm.: 2018 växte Vinnö ihop                |                                            |                                            |                                            |                                            |

## Samhället
I Färlöv finns Färlövs kyrka, en livsmedelsbutik samt en pizzeria.  
Operasångerskan Birgit Nilsson (1918-2005) var gift med Bertil Niklasson (1919-2007), som var född på en gård i Färlöv, där paret bodde de sista åren.